# Skala Childa-Pugha
Skala Childa-Pugha, skala Childa-Turcotte'a-Pugha – skala pierwotnie używana do ustalenia śmiertelności okołooperacyjnej. Obecnie jest stosowana do określenia rokowania w schorzeniach prowadzących do niewydolności wątroby (głównie w marskości wątroby) oraz konieczności przeszczepienia wątroby.
Bierze pod uwagę pięć parametrów:
- obecność encefalopatii wątrobowej
- obecność wodobrzusza
- stężenie bilirubiny
- poziom albumin
- czas protrombinowy lub INR

## Historia
Po raz pierwszy skala została zaproponowana w 1964 przez C.G. Childa oraz J.G. Turcotte'a z University of Michigan. Zmodyfikował ją w 1974 R.N. Pugh, zamieniając występujący w poprzedniej wersji stopień odżywienia pacjenta na czas protrombinowy (eliminując w ten sposób najbardziej subiektywny parametr skali).

## Skala
| Parametr                 | 1 punkt                 | 2 punkty                        | 3 punkty                  | Jednostki               |
| ------------------------ | ----------------------- | ------------------------------- | ------------------------- | ----------------------- |
| bilirubina               | <2 (<35) w PBC <4 (<70) | 2–3 (35–50) w PBC 4–10 (70–170) | >3 (>50) w PBC >10 (>170) | mg/dl (μmol/l)          |
| albumina                 | >3,5                    | 2,8–3,5                         | <2,8                      | g/dl                    |
| czas protrombinowy / INR | <5 / <1,70              | 5–10 / 1,70–2,20                | >10 / >2,20               | w sekundach ponad normę |
| wodobrzusze              | nie ma                  | umiarkowane                     | napięte                   |                         |
| encefalopatia wątrobowa  | nie ma                  | stopień 1 lub 2                 | stopień 3 lub 4           |                         |

## Interpretacja
| Punkty  | Klasa | Roczna przeżywalność | 5-letnia przeżywalność | 10-letnia przeżywalność |
| ------- | ----- | -------------------- | ---------------------- | ----------------------- |
| 5 lub 6 | A     | 84%                  | 44%                    | 27%                     |
| 7–9     | B     | 62%                  | 20%                    | 10%                     |
| 10–15   | C     | 42%                  | 21%                    | 0%                      |

- klasa A – nie ma wskazań do przeszczepu wątroby
- klasa B/C – są wskazania do przeszczepu wątroby